# Trượt băng tốc độ tại Thế vận hội Mùa đông 2018 - 10.000 mét nam
Nội dung 10.000 mét nam của môn trượt băng tốc độ tại Thế vận hội Mùa đông 2018 diễn ra vào ngày 15 tháng 2 năm 2018 tại Gangneung Oval ở Gangneung, Hàn Quốc.

## Diễn biến
Người giành vị trí nhất là Ted-Jan Bloemen, đương kim giữ kỷ lục thế giới tại nội dung này. Đương kim vô địch Jorrit Bergsma về thứ nhì, còn Nicola Tumolero giành huy chương đồng. Tại giải đấu, Bergsma và Bloemen lần lượt thiết lập kỷ lục Olympic.

## Kỷ lục
Trước giải đấu này, các kỷ lục thế giới và Olympic như sau.
| Kỷ lục thế giới  | Ted-Jan Bloemen (CAN) | 12:36.30 | Thành phố Salt Lake, Hoa Kỳ | ngày 21 tháng 11 năm 2015 |
| Kỷ lục Olympic   | Jorrit Bergsma (NED)  | 12:44.45 | Sochi, Nga                  | 18 tháng 2 năm 2014       |
| Kỷ lục đường đua | Sven Kramer (NED)     | 12:38.89 |                             | 11 tháng 2 năm 2017       |

Các kỷ lục dưới đây được thiết lập trong kỳ đại hội.
| Ngày       | Vòng  | Tên             | Quốc gia | Thời gian | Kỷ lục |
| ---------- | ----- | --------------- | -------- | --------- | ------ |
| 15 tháng 2 | Đôi 5 | Ted-Jan Bloemen | Canada   | 12:39.77  | OR     |

OR = kỷ lục Olympic

## Kết quả
| Hạng | Đôi | Làn | Tên               | Quốc gia | Thời gian | Thời gian kém | Ghi chú |
| ---- | --- | --- | ----------------- | -------- | --------- | ------------- | ------- |
| 1    | 5   | O   | Ted-Jan Bloemen   | Canada   | 12:39.77  | —             | OR      |
| 2    | 4   | I   | Jorrit Bergsma    | Hà Lan   | 12:41.98  | +2.21         |         |
| 3    | 5   | I   | Nicola Tumolero   | Ý        | 12:54.32  | +14.55        |         |
| 4    | 3   | O   | Lee Seung-hoon    | Hàn Quốc | 12:55.54  | +15.77        |         |
| 5    | 2   | O   | Jordan Belchos    | Canada   | 12:59.51  | +19.74        |         |
| 6    | 6   | O   | Sven Kramer       | Hà Lan   | 13:01.02  | +21.25        |         |
| 7    | 6   | I   | Patrick Beckert   | Đức      | 13:01.94  | +22.17        |         |
| 8    | 1   | O   | Bart Swings       | Bỉ       | 13:03.53  | +23.76        |         |
| 9    | 3   | I   | Moritz Geisreiter | Đức      | 13:06.35  | +26.58        |         |
| 10   | 1   | I   | Ryousuke Tsuchiya | Nhật Bản | 13:10.31  | +30.54        |         |
| 11   | 2   | I   | Håvard Bøkko      | Na Uy    | 13:17.47  | +37.70        |         |
| 12   | 4   | O   | Davide Ghiotto    | Ý        | 13:27.09  | +47.32        |         |